# Маньковська Руслана Вікторівна
Руслана Вікторівна Маньковська (нар. 25 лютого 1965, с. Халаїдове, Монастирищенський район, Черкаська обл.) — український науковець і громадська діячка, старший науковий співробітник відділу історії України другої половини ХХ століття Інституту історії України НАН України. Дослідниця проблем українського музейництва, пам'яткознавства, краєзнавства, туристичної справи, культурології.

## Освіта і наукові ступені
В 1987 закінчила історичний факультет Київського державного університету.
Кандидатська дисертація «Музейництво в Україні: питання теорії і практики (1917 — червень 1941 рр.)» (1997, наук. кер. — акад. НАН України П. Т. Тронько).
Докторська дисертація «Музейна справа України: теоретичні, практичні та антропологічні виміри історичного досвіду (1920-ті рр. — початок ХХІ століття)» (2-12, науковий консультант член-кореспондент НАН України В. М. Даниленко).

## Кар'єра
- 1987—1993 — с. н. с. Меморіального комплексу «Музей історії Великої Вітчизняної війни 1941—1945 рр.».
- 1993—1997 — інженер, 1997—2000 — н. с.
- з 2000 р. — старший науковий співробітник відділу історичної регіоналістики Інституту історії України НАН України.
- із 2017 р. — старший науковий співробітник відділу історії України другої половини ХХ століття.
- 2002 — присвоєно вчене звання «старший науковий співробітник»
- 2004 — присвоєно вчене звання «доцент».

## Наукова діяльність
2000—2013 рр. — доцент Державного університету інформаційно-комунікаційних технологій.
Із 2019 р. — Національний університет фізичного виховання і спорту України (кафедра туризму).
Основні праці
- Музеї України в суспільно-історичних викликах ХХ — початку ХХІ століть. — Львів: Простір М, 2016. — 408 с.[1]
- Розвиток краєзнавства в музейних закладах // Основи краєзнавства. Підручник для студентів вищих навчальних закладів / Гол. ред. О. П. Реєнт. — Харків, 2015. — С. 229—251[2].
- Культурологія: Навч. програма та метод. рекомендації. — К., 2005..
- Розвиток музейної справи в Україні // Музейна справа та музейна політика в Україні ХХ ст. — К., 2004.
- Краєзнавчі дослідження в музеях України // Краєзнавство в Україні: сучасний стан і перспективи: Наук. зб. — К., 2003.
- Краєзнавство: Навч. програма. — К., 2002.
- Музейники в лещатах тоталітаризму // Історія України. Маловідомі імена, події, факти. Вип. 13. — К., 2001.
- Музейництво в Україні (1917—1941 рр.). — К., 2000.
- Музеї України в інформаційному просторі: досвід та перспективи // Історія України. Маловідомі імена, події, факти. — Вип. 11. — К., 2000.
- Туристичні маршрути Півдня України // Устойчивое развитие туризма на Черноморском побережье: Сб. материалов симпозиума. — Одесса, 2000.

Дослідниця концептуально-теоретичних проблем сучасного українського музейництва, його ґенези та розвитку. Ініціаторка та учасниця низки музейних проєктів в Україні, зокрема, Першого Всеукраїнського конкурсу громадських музеїв (2009), культурологічного проєкту «Музейні скарби України» (підготовлено чотири документальні короткометражні фільми про музеї України), освітньо-культурологічного проєкту «Музейна педагогіка в освітньо-культурному просторі Києва: проблеми, сьогодення, перспективи» в рамках Міської комплексної цільової програми «Освіта Києва. 2019—2023 рр.» (підготовлено концепцію проєкту, здійснено його презентацію та промоцію в ЗМІ, в умовах карантину розроблено учнівську програму «Музей online»), Всеукраїнського музейного форуму (Переяслав-Хмельницький, 2017, 2019).

## Громадська діяльність
- із 1998 — наукова керівниця секцій «Історія України», «Історичне краєзнавство» відділення історії Київської МАН учнівської молоді.
- із 2003 — відповідальна секретарка Всеукраїнської спілки краєзнавців, із 2012 — заступниця голови;
- із 2008 — відповідальна секретарка Міжвідомчої координаційної ради з питань краєзнавства при Президії НАН України;
- 2012, 2013 — членкиня журі конкурсів «Вікі любить пам'ятки», «Вікі любить Землю»;
- із 2017 — членкиня Наглядової ради Центрального державного архіву громадських об'єднань України;

## Нагороди та відзнаки
- нагрудний знак Міністерства освіти України «Відмінник освіти України» (2000)
- Подяка Київського міського голови (2001, 2003)
- Почесна грамота Кабінету Міністрів України (2005)
- медаль Міністерства культури і туризму України «За вагомий внесок у розвиток музейної справи та охорону культурної спадщини» (2006)
- Почесний краєзнавець України (2010)
- орден Святої великомучениці Варвари Української Православної Церкви Київського патріархату (2011)
- «Заслужений працівник культури України» (2016)[3]
- Подяка НАН України (2025)[4]